# Субьят, Нестор
Нестор Габриэль Субьят (Néstor Gabriel Subiat; род. 23 апреля 1966, Буэнос-Айрес, Аргентина) — швейцарский футболист. Трёхкратный чемпион Швейцарии («Грассхоппер», 1994/95; 1995/96; 1997/98), обладатель Кубка Швейцарии («Лугано», 1993). Игрок национальной сборной Швейцарии в 1994—1996 годах. Участник Чемпионата мира по футболу 1994 года.

## Спортивная карьера
Нестор Субьят родился в Аргентине, но профессионально за клубы этой южноамериканской страны не выступал. Свою спортивную карьеру он начал во Франции, в клубе «Мюлуз», на позиции защитника. Тренерский штаб скоро обратил внимание на забивного игрока, и Субьят сменил амплуа, став нападающим. Выступая в 1 и 2 дивизионах французского чемпионата за «Мюлуз» и «Страсбур», Нестор Субьят в период с 1984 по 1992 год забил 61 гол.
В 1992 году Субьят перешёл в швейцарский чемпионат, в котором с 1992 по 1998 год выступал за клубы «Лугано», «Грассхоппер», «Базель». Этот период стал самым результативным в его карьере. Нестор стал обладателем Кубка Швейцарии в составе «Лугано» и трижды выигрывал чемпионат Швейцарии с «кузнечиками». В 1994 году его пригласили выступать за национальную сборную Швейцарии. На чемпионате мира 1994 года он трижды выходил на замену — дважды на групповой стадии мундиаля и в 1/8 финала. Суммарно Субьят в период с 1994 по 1996 год забил за сборную 6 голов в 15 матчах.
В 1998—2000 годах Субьят выступал за французский «Сент-Этьен», за который провёл 26 матчей, забив 8 голов. Затем он вновь вернулся Швейцарию. Профессиональную карьеру он завершил в 2001 году в «Люцерне». После этого он ещё несколько лет играл в любительском клубе «Оранж» (Франция), окончательно завершив спортивную карьеру в 2004 году.